# Конари (Кутновський повіт)
Конари (пол. Konary) — село в Польщі, у гміні Кшижанув Кутновського повіту Лодзинського воєводства.
Населення — 105 осіб (2011).
У 1975-1998 роках село належало до Плоцького воєводства.

## Демографія
Демографічна структура станом на 31 березня 2011 року:
|          | Загалом | Допрацездатний вік | Працездатний вік | Постпрацездатний вік |
| -------- | ------- | ------------------ | ---------------- | -------------------- |
| Чоловіки | 43      | 4                  | 33               | 6                    |
| Жінки    | 62      | 15                 | 34               | 13                   |
| Разом    | 105     | 19                 | 67               | 19                   |